# Alderano Cybo
Alderano Cybo (Gènova, 16 de juliol de 1613 – Roma, 22 de juliol de 1700) va ser un cardenal italià.

## Biografia
Fill de Carlo I Cybo-Malaspina, príncep del ducat de Massa i Carrara, i de Brigida Spinola, es va iniciar molt jove carrera eclesiàstica. Prelat domèstic del Papa Urbà VIII, secretari del Signatura 1641, majordom pontifici i prefecte dels Sagrats Palaus Apostòlics el 1644, al consistori del 6 de març de 1645 el Papa Innocenci X el va crear cardenal amb el títol de Santa Pudenziana (el 30 de gener de 1668 el va canviar pel de Santa Prassede i, posteriorment, el 13 de setembre de 1677, pel de San Lorenzo in Lucina).
Ocupà el càrrec de legat a diverses ciutats i províncies dels Estats Pontificis: Urbino (del 1646 al 1648), la Romanya (des del 1648 al 1651) i Ferrara (des del 1651). A més va ser superintendent general dels Estats Pontificis.
El 24 d'abril de 1656 va ser elegit bisbe de Jesi, un càrrec que va ocupar fins al 10 de setembre de 1671.
Del 23 de setembre de 1676 al 12 d'agost de 1689 va treballar com a secretari d'Estat de la política del papa Innocenci XI, participant en els esdeveniments que van portar a la condemna del quietisme; va ser legat papal a Avinyó entre 1677 i 1690, secretari de la Suprema Congregació de la Inquisició Romana i Universal, prefecte de la Congregació per als Ritus i secretari de la Congregació Consistorial.
El 1679 va ser nomenat bisbe de Frascati, el 1680 va ser traslladat a la seu suburbicaria de Porto-Santa Rufina i es va convertir en degà del Sagrat Col·legi el 15 de febrer de 1683), i ocupà també les seu suburbcàries de Velletri i d'Òstia.
Va tenir dos fills il·legítims de mare desconeguda: Orazio, un clergue regular de la Companyia de Jesús (1650 aprox - Roma, 1713) i Ottavio, cavaller profés de l'Ordre de Malta († Roma en 1701).
Està enterrat a la capella Cybo de la basílica de Santa Maria del Popolo de Roma.